# Superliga Daneză 2009-2010
Pe 5 mai 2010, FC Copenhaga a câștigat a 7-a oară în 17 ani titlul de campioană după meciul cu HB Køge, 4–0.

## Clasament
| Poz | Echipa           | MJ | V  | E  | Î  | GM | GP | G   | Pct | Promovare sau retrogradare                                       |
| --- | ---------------- | -- | -- | -- | -- | -- | -- | --- | --- | ---------------------------------------------------------------- |
| 1   | FC Copenhaga (C) | 33 | 21 | 5  | 7  | 61 | 22 | +39 | 68  | Turul trei preliminar al Ligii Campionilor 2010-11               |
| 2   | Odense Boldklub  | 33 | 17 | 8  | 8  | 46 | 34 | +12 | 59  | UEFA Europa League 2010–11 Runda a III a de calificare           |
| 3   | Brøndby IF       | 33 | 15 | 7  | 11 | 57 | 50 | +7  | 52  | UEFA Europa League 2010–11 Runda a II a de calificare            |
| 4   | Esbjerg fB       | 33 | 13 | 11 | 9  | 48 | 43 | +5  | 50  |                                                                  |
| 5   | AaB              | 33 | 13 | 9  | 11 | 36 | 30 | +6  | 48  |                                                                  |
| 6   | FC Midtjylland   | 33 | 14 | 5  | 14 | 45 | 48 | −3  | 47  |                                                                  |
| 7   | FC Nordsjælland  | 33 | 12 | 7  | 14 | 40 | 41 | −1  | 43  | UEFA Europa League 2010–11 Runda a III a de calificare 1         |
| 8   | Silkeborg IF     | 33 | 12 | 7  | 14 | 47 | 51 | −4  | 43  |                                                                  |
| 9   | SønderjyskE      | 33 | 11 | 8  | 14 | 32 | 37 | −5  | 41  |                                                                  |
| 10  | Randers FC       | 33 | 10 | 10 | 13 | 37 | 43 | −6  | 40  | Turul doi preliminar al UEFA Europa League 2010-2011 2           |
| 11  | AGF (R)          | 33 | 10 | 8  | 15 | 36 | 47 | −11 | 38  | Retrogradare în Format:Fb competiție 2010-11 Danish 1st Division |
| 12  | HB Køge (R)      | 33 | 4  | 7  | 22 | 30 | 69 | −39 | 19  | Retrogradare în Format:Fb competiție 2010-11 Danish 1st Division |

Sursa: Danish Football Association da
Reguli de clasare: 
1) puncte; 2) diferența de goluri; 3) goluri marcate.
1FC Nordsjælland gained their Europa League-spot through winning the 2009–10 Danish Cup
2Randers FC gained their Europa League-spot through the fair play competition.
POZ = Poziția în clasament; (C) = Campioană; (R) = Retrogradată; (P) = Promovată; (E) = Eliminată; (O) = Câștigătoare de play-off; (A) = Avansează în runda următoare. 
Aplicabil doar când sezonul nu este terminat: 
(Q) = Calificare în faza competiției indicată; (TQ) = Calificare în competiție, dar încă nu în faza indicată; (RQ) = Calificată în competiția de retrogradare indicată; (DQ) = Descalificată din competiție.

## Rezultate

### Etapa 1–11
| Acasă \ Deplasare[1] | AaB | AGF | Brøndby IF | Esbjerg fB | F.C. Copenhaga | FC Midtjylland | FC Nordsjælland | HB Køge | Odense Boldklub | Randers FC | Silkeborg IF | SønderjyskE |     |     |     |     |     |     |     |     |
| AaB                  |     |     |            |            |                |                |                 |         |                 |            |              |             | 1–2 | 1–0 | 1–0 |     |     |     | 0–1 | 1–0 |
| AGF                  |     |     |            |            |                |                |                 |         | 1–0             |            |              |             |     | 2–4 |     | 2–1 | 2–2 |     | 2–2 | 2–1 |
| Brøndby IF           |     |     |            |            |                |                |                 |         | 0–2             | 1–0        |              |             |     | 3–1 | 6–3 | 6–1 | 2–2 |     |     |     |
| Esbjerg fB           |     |     |            |            |                |                |                 |         | 2–0             | 3–2        | 2–1          |             |     |     |     | 3–2 | 1–2 |     |     |     |
| F.C. Copenhaga       |     |     |            |            |                |                |                 |         |                 | 0–1        | 1–1          | 2–1         |     |     |     | 7–1 |     | 3–0 | 1–1 |     |
| FC Midtjylland       |     |     |            |            |                |                |                 |         |                 |            |              | 0–0         | 1–4 |     | 0–2 | 2–1 |     | 4–1 |     | 0–2 |
| FC Nordsjælland      |     |     |            |            |                |                |                 |         |                 | 0–2        |              | 0–4         | 2–0 |     |     |     |     | 2–2 | 3–0 |     |
| HB Køge              |     |     |            |            |                |                |                 |         | 0–5             |            |              |             |     |     | 1–1 |     | 1–3 |     | 1–1 | 1–0 |
| Odense Boldklub      |     |     |            |            |                |                |                 |         | 2–1             |            |              |             | 1–1 | 1–0 | 2–0 |     |     | 1–0 |     | 3–1 |
| Randers FC           |     |     |            |            |                |                |                 |         | 0–3             | 2–3        | 1–3          | 0–1         |     |     |     | 1–1 |     |     | 1–2 |     |
| Silkeborg IF         |     |     |            |            |                |                |                 |         |                 |            | 4–1          | 2–3         |     | 4–0 |     |     | 3–1 |     |     | 1–1 |
| SønderjyskE          |     |     |            |            |                |                |                 |         |                 |            | 2–4          | 1–1         | 0–1 |     | 1–0 |     |     | 1–0 |     |     |

Sursa: Danish Football Association da
1Echipa gazdă este listată în coloana din stânga.
Culori: Albastru = gazda e câștigătoare; Galben = egal; Roșu = oaspeții sunt câștigători.
Pentru meciurile următoare, un a indică existența unui articol despre meci.

### Etapa 12–33
| Acasă \ Deplasare[1] | AaB | AGF | Brøndby IF | Esbjerg fB | F.C. Copenhaga | FC Midtjylland | FC Nordsjælland | HB Køge | Odense Boldklub | Randers FC | Silkeborg IF | SønderjyskE |     |     |     |     |     |     |     |     |
| AaB                  |     |     |            |            |                |                |                 |         |                 | 0–0        | 1–2          | 0–0         | 1–0 | 3–2 | 2–1 | 0–0 | 1–0 | 1–1 | 1–0 | 1–1 |
| AGF                  |     |     |            |            |                |                |                 |         | 0–2             |            | 1–0          | 1–1         | 0–0 | 2–2 | 0–2 | 0–3 | 0–3 | 0–0 | 1–2 | 1–2 |
| Brøndby IF           |     |     |            |            |                |                |                 |         | 2–0             | 1–0        |              | 2–4         | 0–2 | 1–1 | 0–1 | 1–3 | 1–3 | 1–1 | 2–2 | 1–1 |
| Esbjerg fB           |     |     |            |            |                |                |                 |         | 1–1             | 0–4        | 1–1          |             | 0–0 | 2–1 | 3–3 | 2–1 | 1–2 | 0–0 | 4–0 | 2–0 |
| F.C. Copenhaga       |     |     |            |            |                |                |                 |         | 2–0             | 5–0        | 2–0          | 3–2         |     | 2–0 | 0–2 | 4–0 | 2–0 | 2–0 | 1–0 | 3–1 |
| FC Midtjylland       |     |     |            |            |                |                |                 |         | 2–0             | 1–0        | 2–4          | 3–0         | 3–2 |     | 1–0 | 2–1 | 2–2 | 2–1 | 3–0 | 0–0 |
| FC Nordsjælland      |     |     |            |            |                |                |                 |         | 1–1             | 0–1        | 0–1          | 1–0         | 0–3 | 3–0 |     | 1–1 | 0–2 | 1–1 | 0–1 | 3–1 |
| HB Køge              |     |     |            |            |                |                |                 |         | 0–3             | 1–1        | 1–2          | 1–2         | 0–2 | 1–0 | 1–2 |     | 1–2 | 1–2 | 1–4 | 1–2 |
| Odense Boldklub      |     |     |            |            |                |                |                 |         | 1–1             | 2–0        | 0–1          | 0–0         | 0–2 | 1–2 | 2–1 | 1–0 |     | 1–3 | 1–0 | 1–1 |
| Randers FC           |     |     |            |            |                |                |                 |         | 3–1             | 2–1        | 1–3          | 4–0         | 1–0 | 2–0 | 0–0 | 2–1 | 1–1 |     | 0–2 | 0–0 |
| Silkeborg IF         |     |     |            |            |                |                |                 |         | 1–1             | 1–4        | 3–0          | 2–2         | 2–0 | 0–2 | 1–4 | 3–0 | 0–1 | 1–3 |     | 1–2 |
| SønderjyskE          |     |     |            |            |                |                |                 |         | 2–0             | 1–0        | 1–3          | 1–0         | 0–2 | 0–2 | 0–1 | 0–0 | 2–0 | 0–1 | 4–0 |     |

Sursa: Danish Football Association da
1Echipa gazdă este listată în coloana din stânga.
Culori: Albastru = gazda e câștigătoare; Galben = egal; Roșu = oaspeții sunt câștigători.
Pentru meciurile următoare, un a indică existența unui articol despre meci.

### Medii
Sursă: DanskFodbold.com da 
| Echipă       | Medie  | Cea mai mare | Cea mai mică |
| ------------ | ------ | ------------ | ------------ |
| Copenhaga    | 19,338 | 30,191       | 12,046       |
| Brøndby      | 14,372 | 22,795       | 9,349        |
| AGF          | 11,879 | 19,210       | 7,038        |
| Esbjerg      | 9,052  | 15,316       | 5,306        |
| OB           | 8,670  | 14,569       | 4,553        |
| AaB          | 7,517  | 10,561       | 4,851        |
| Midtjylland  | 7,107  | 9,869        | 5,487        |
| Randers      | 5,977  | 11,824       | 2,649        |
| Silkeborg    | 4,656  | 8,340        | 2,552        |
| Nordsjælland | 4,636  | 7,609        | 2,787        |
| SønderjyskE  | 3,419  | 5,852        | 1,554        |
| HB Køge      | 2,068  | 5,079        | 707          |

## Stadioane
| Echipă          | Stadion                  | Oraș          | Capacitate | Note                                                                   |
| --------------- | ------------------------ | ------------- | ---------- | ---------------------------------------------------------------------- |
| F.C. Copenhaga  | Parken Stadium           | Copenhaga     | 38,065     | All-seater                                                             |
| Brøndby IF      | Brøndby Stadium          | Brøndbyvester | 29,000     | 23,400 seats                                                           |
| AGF             | NRGi Park                | Aarhus        | 21,000     | All-seater                                                             |
| Esbjerg fB      | Blue Water Arena         | Esbjerg       | 18,000     | 11,451 seats                                                           |
| OB              | Fionia Park              | Odense        | 15,790     | 13,990 seats                                                           |
| AaB             | Energi Nord Arena        | Aalborg       | 13,797     | 8,997 seats                                                            |
| Randers FC      | Essex Park Randers       | Randers       | 12,000     | 6,114 seats                                                            |
| FC Midtjylland  | MCH Arena                | Herning       | 11,809     | 7,409 seats                                                            |
| FC Nordsjælland | Farum Park               | Farum         | 10,100     | 9,800 seats. No under-soil heating.                                    |
| Silkeborg IF    | Silkeborg Stadion        | Silkeborg     | 10,000     | 5,500 seats. No under-soil heating.                                    |
| SønderjyskE     | Haderslev Fodboldstadion | Haderslev     | 10,000     | 1,650 seats.                                                           |
| HB Køge         | SEAS-NVE Park            | Herfølge      | 8,000      | 3,400 seats. No under-soil heating. Alternative venue is Køge Stadion. |

## Schimbări manageriale
| Team           | Outgoing manager  | Manner of departure | Date of vacancy | Replaced by        | Date of appointment | Position in table |
| -------------- | ----------------- | ------------------- | --------------- | ------------------ | ------------------- | ----------------- |
| SønderjyskE    | Carsten Broe      | Resigned            | 6 June 2009     | Michael Hemmingsen | Unknown             | Pre-season        |
| FC Midtjylland | Thomas Thomasberg | Sacked              | 11 august 2009  | Allan Kuhn         | 12 august 2009      | 9th               |
| Randers FC     | John Jensen       | Sacked              | 6 October 2009  | Ove Christensen    | 7 October 2009      | 12th              |
| Brøndby IF     | Kent Nielsen      | Sacked              | 25 March 2010   | Henrik Jensen      | 26 March 2010       | 7th               |

- ^1 Will become manager when he gain P-licence. In the meantime Frank Andersen will be acting manager.[12]